# فرودگاه آبی بیگ بی
فرودگاه آبی بیگ بی (به انگلیسی: Big Bay Water Aerodrome) یک فرودگاه همگانی با کد یاتا YRR است که یک باند فرود آب دارد. این فرودگاه در کشور کانادا قرار دارد و در ارتفاع ۰ متری از سطح دریا واقع شده‌است.